# Cipiti Record
La Cipiti Record (nota come anche solamente come Cipiti e, in qualche emissione, con le grafie alternative CiPiTi e CPT) è stata una casa discografica italiana attiva negli anni settanta.

## Storia
La casa discografica nacque a Milano su iniziativa di Claudio Celli e del maestro Aldo Buonocore; per la distribuzione si affidò in un primo tempo alla EMI Italiana e poi, a partire dal 1976, alla CGD.
Tra le manifestazioni a cui partecipò sono da ricordare il Festival di Sanremo 1974 con Notte dell'estate e il Festival di Sanremo 1975 con Un grande addio, entrambe presentate da Valentina Greco; alla stessa manifestazione partecipò anche con Il ragioniere, interpretata da Paola Folzini.
Tra gli artisti pubblicati dall'etichetta vi furono Ric e Gian, Luciano Tajoli, il cantautore Andrea Mingardi ed i gruppi di rock progressivo Le Groupe X e I Salis.
La Cipiti chiuse i battenti alla fine del decennio.

## I dischi pubblicati
Per la datazione ci siamo basati sull'etichetta del disco, o sul vinile o, infine, sulla copertina; qualora nessuno di questi elementi avesse una datazione, ci siamo basati sulla numerazione del catalogo, se esistenti, abbiamo riportato oltre all'anno il mese e il giorno (quest'ultimo dato si trova, a volte, stampato sul vinile).

### 33 giri
| Numero di catalogo | Anno           | Interprete                               | Titoli                                                 |
| ------------------ | -------------- | ---------------------------------------- | ------------------------------------------------------ |
| LP OK 0001         | 1972           | Antonio Di Mitri                         | I canti del prato verde                                |
| LP OK 0002         | 1972           | Luciano Tajoli                           | Un saluto da Napoli...                                 |
| LP OK 0003         | 1973           | Lester Linder and his Double-Sound Organ | Incontro N°2                                           |
| LP OK 0005         | 1973           | Le Groupe X                              | Frrrrrigidaire                                         |
| LP OK 0007         | 1973           | Aldo Buonocore                           | Ti amo in musica                                       |
| LP OK 0008         | 1973           | Sway                                     | Sway                                                   |
| LP OK 0009         | 1973           | Vittorio Franceschi                      | La ballata dello spettro                               |
| LP OK 0010         | 1973           | Aldo Buonocore                           | Ciak si muore                                          |
| LP OK 0011         | 1973           | Antonio Dimitri                          | Taratatani                                             |
| LP OK 0013         | 1974           | I Salis                                  | Seduto sull'alba a guardare                            |
| LP OK 0014         | 20 maggio 1974 | Andrea Mingardi                          | Nessuno siam perfetti, ciascuno abbiamo i suoi difetti |
| LP OK 0015         | 1974           | Elio & Angelique                         | Tutti abbiamo un ramo di pazzia                        |
| LP OK 0017         | 1974           | Valentina Greco                          | Per gioco o per amore                                  |
| LP OK 0018         | 1974           | Marco Dedè                               | Eroi di carta                                          |
| LP OK 0020         | 1974           | Ashantis                                 | Let's Stay Together                                    |

### 45 giri
| Numero di catalogo | Anno | Interprete           | Titoli                                                       |
| ------------------ | ---- | -------------------- | ------------------------------------------------------------ |
| CPT 1001           | 1972 | Roberto De Simone    | Si fa sera/Se così fosse                                     |
| CPT 1003           | 1972 | Luciano Tajoli       | Un sorriso ed un fiore/Incontro                              |
| CPT 1004           | 1972 | Lorena Midì          | Una voglia d'estate/Che brutto colpo al cuore                |
| CPT 1008           | 1972 | Zita (Paola Folzini) | Si fa così/Tanti auguri                                      |
| CPT 1009           | 1973 | The Vietnam          | Transfert 2002/Equator                                       |
| CPT 1010           | 1973 | Valentina Greco      | Il sole...il vento...la mia gioventù/Donna di una sola volta |
| CPT 1015           | 1973 | Leone Di Lernia      | Zappa Nico'/Ueludde                                          |
| CPT 1018           | 1973 | Ric e Gian           | Il madrino/È solo un gioco                                   |
| CPT 1022           | 1973 | Elio e Angelique     | In me/Voglio far l'amore con te                              |
| CPT 1023           | 1973 | Edith Peters         | Lord Please Hear My Prayer/This Is The Moment                |
| CPT 1025           | 1973 | Folle Pretesto       | Io, folle uomo/Ore zero                                      |
| CPT 1026           | 1974 | Valentina Greco      | Notte dell'estate/Cos'è l'amore mio                          |
| NP 1028            | 1974 | Andrea Mingardi      | Gig/Dal Tajadel                                              |
| CPT 1029           | 1974 | I Salis              | Salis addio/Festa mancata                                    |
| CPT 1030           | 1974 | Piero Montanaro      | Io sognavo/Un'altra estate                                   |
| CPT 1032           | 1974 | Valentina Greco      | Vai amore vai/Gira l'amore                                   |
| CPT 1035           | 1975 | Valentina Greco      | Un grande addio/Quando non c'è amore                         |
| CPT 1036           | 1975 | Paola Folzini        | Il ragioniere/Zumpete zà                                     |
| CPT 1042           | 1975 | Ashantis             | Addìs Abèba/Mahaba ya va                                     |